# Parc national de Kakadu
Le parc national de Kakadu (en anglais : Kakadu National Park) est un parc national australien situé dans le Territoire du Nord et renommé pour la multitude d'espèces animales typiques et les peintures anciennes aborigènes qu'il abrite. Depuis 1981, il est classé sur la liste du patrimoine mondial de l'UNESCO à la fois comme « paysage naturel » et « paysage culturel ». Le parc est également protégé au titre de site Ramsar depuis 1980 pour l'intérêt de ses zones humides.

## Géographie

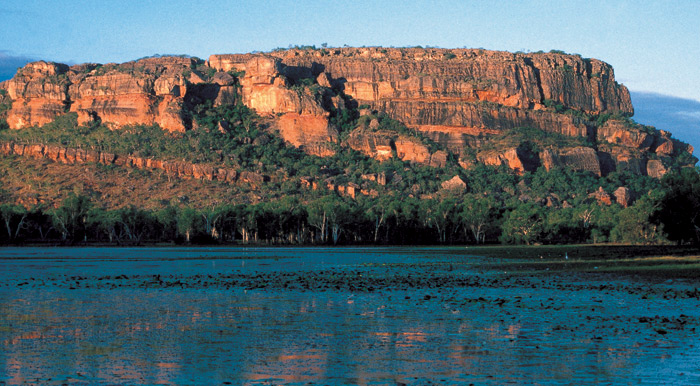
Nourlangie Rock.

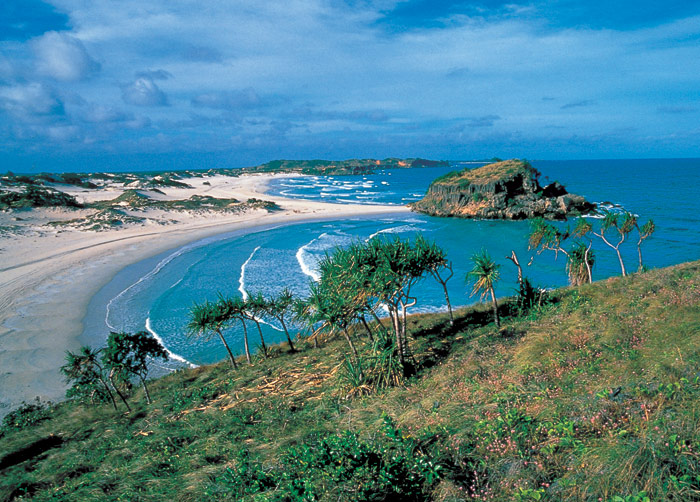
Nanydjaka, site également connu sous le nom anglais de Cape Arnhem Coast.

Le parc est inscrit au patrimoine mondial depuis 1981. Le site habité en continu depuis plus de 40 000 ans contient des vestiges des chasseurs et pêcheurs du Néolithique jusqu'aux Aborigènes actuels. Il présente une histoire des techniques et du comportement illustrée par des peintures. De plus, il concentre sur lui seul l'ensemble des paysages australiens, à l'exception des zones arides qui couvrent 80 % du territoire.
Le parc national de Kakadu est situé à 250 km de Darwin sur la Arnhem Highway. De rugueux escarpements, des marécages denses, des gorges plongeantes ainsi que des chutes d'eau cohabitent côte à côte dans cette zone. Il accueille plusieurs millions de visiteurs chaque année. Mondialement célèbre pour ses merveilles culturelles et naturelles, Kakadu possède une des plus fortes concentrations au monde de peintures rupestres aborigènes.
Jabiru, une petite ville minière, la seule se trouvant à l'intérieur d'un parc, se situe au centre du parc. Elle sert de base centrale pour la découverte des marécages immaculés des environs du parc national de Mary River, qui abrite des millions d'oiseaux et de barramundis.
La terre d'Arnhem, qui s'étend à l'est du parc national de Kakadu et de l'escarpement de Arnhem Land, recouvre 19 000 km2 et constitue le domaine de nombreux Aborigènes dont la plupart perpétuent leur vie traditionnelle. Les touristes qui désirent visiter la terre d'Arnhem doivent obtenir un permis du Northern Land Council. La beauté naturelle et la richesse culturelle de régions telles que Oenpelli et le mont Borradaile, Cobourg et les péninsules de Gove, font de l'aventure dans Arnhem Land une expérience touristique.
Depuis des millénaires, la région de Kakadu abrite des peuples qui y pratiquent art, activités cérémonielles, chasse et cueillette. Après une histoire traumatisante, et inquiets de l'impact écologique de la mine d'uranium, exploitée depuis 1980, les Aborigènes ont fait valoir leurs droits sur ces terres dans le cadre de nouvelles lois leur accordant des titres de propriété. Ils ont négocié pour que cette région leur soit rendue et ont fait le choix d'en louer 20 000 km2 pour la création d'un parc national qu'ils gèrent conjointement avec la direction des parcs nationaux. Les propriétaires autochtones vivent toujours là en petits groupes à structure traditionnelle.

## Faune
Le parc abrite une faune diversifiée : des milliers d'espèces d'insectes, 55 de poissons d'eau douce, 25 d'amphibiens. 117 espèces de reptiles y vivent dont 2 de crocodiles (crocodile de Johnston et le crocodile marin), des serpents telles la vipère de la mort ou des sauriens comme le lézard à collerette. Plus de 280 espèces d'oiseaux y sont recensés, parmi lesquels le dendrocygne d'Eyton, le tadorne radjah, le milan noir, le milan siffleur, le pygargue blagre, l'œdicnème bridé, la colombine rufipenne, le loriquet à tête bleue, le guêpier arc-en-ciel, la cigogne noire et le martin-chasseur à ailes bleues. 60 sortes de mammifères y vivent dont des kangourous, wallabies, dingos.

## Ressources minières
Le parc national de Kakadu, en Australie, dispose de 10 % des réserves mondiales d'uranium, ces réserves sont déjà exploitées par la mine d'uranium Ranger.
À l'intérieur du parc de Kakadu, le territoire de Koongarra en avait pourtant été exclu en 1979 afin de permettre l'exploitation de ressources d'uranium.
Jeffrey Lee, propriétaire traditionnel de Koongarra, territoire du clan Djok, a refusé les offres d'Areva et a préféré que ce territoire soit classé par l'Unesco et intégré au parc national de Kakadu.

## Cinéma
Le parc est le lieu de tournage du film Crocodile Dundee. 

## Homonymie
Dans le monde de l'imagerie numérique, Kakadu désigne un outil de développement de référence pour le format d'image JPEG2000. Cet outil est développé par l'université de Nouvelle-Galles-du-Sud et nommé en hommage au parc.

## Galerie

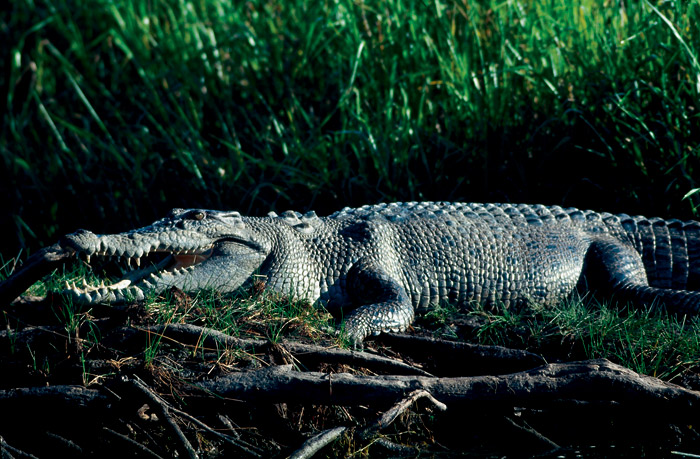
Crocodile de mer dans le Kakadu National Park.
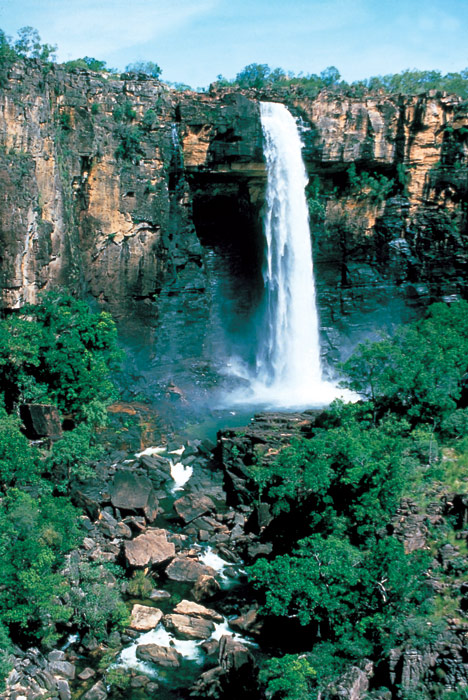
Chutes d'eau à Kakadu.
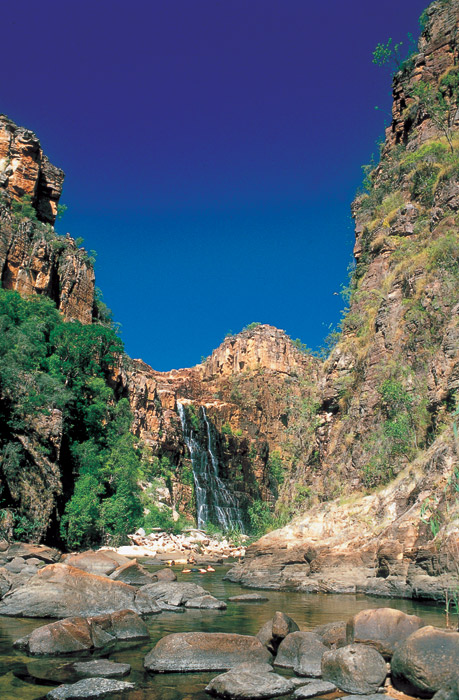
Les chutes jumelles.
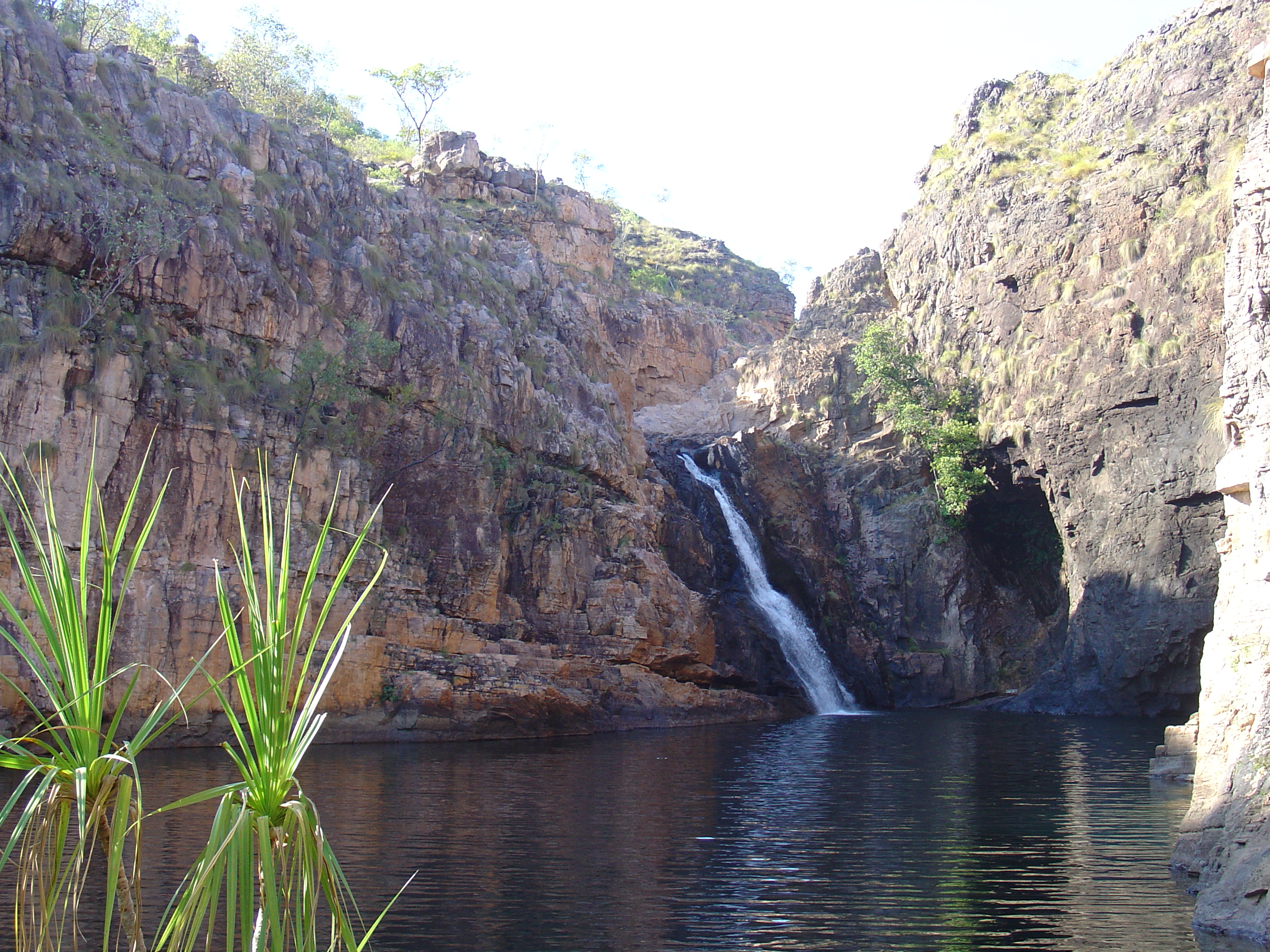
Maguk (Barramundie Gorge).
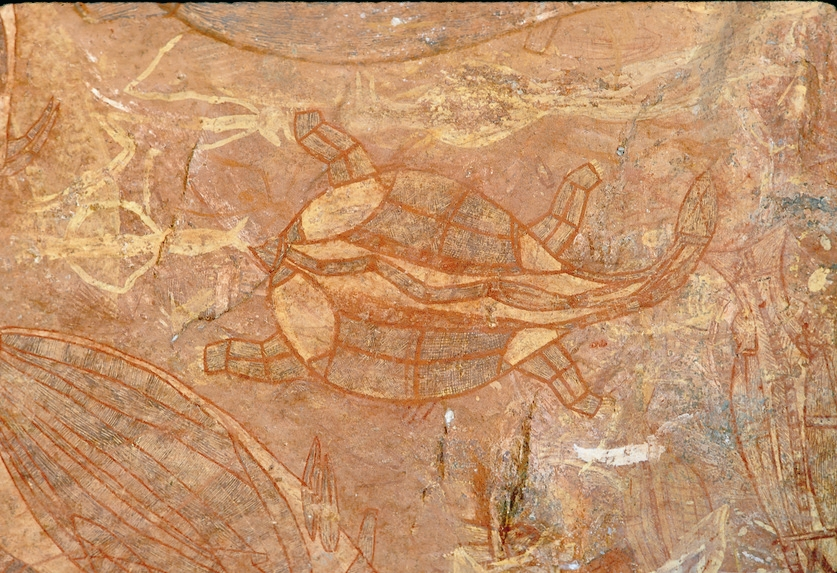
Art aborigène.
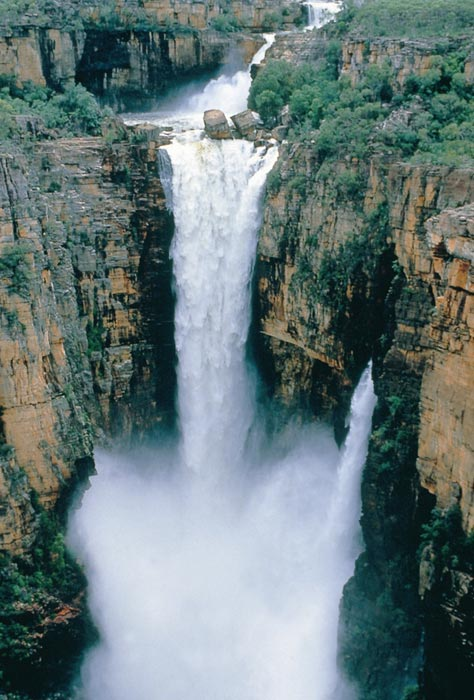
Chutes Jim Jim.